# Discografia de Calvin Harris
A discografia do cantor, compositor, DJ e produtor musical escocês Calvin Harris é composta por sete álbuns de estúdio, nove extended plays (EPs), um álbum mixado, 57 singles (incluindo quatro como artista em destaque/artista convidado) 12 singles promocionais e 47 vídeos musicais.

## Álbuns

### Álbuns de estúdio
| Título                                                                                      | Detalhes do álbum | Melhores posições | Melhores posições | Melhores posições | Melhores posições | Melhores posições | Melhores posições | Melhores posições | Melhores posições | Melhores posições | Melhores posições | Vendas      | Certificações (limiares de vendas)                    |
| Título                                                                                      | Detalhes do álbum | UK                | AUS               | BÉL (VA)          | CAN               | FRA               | ALE               | IRL               | PB                | NZL               | EUA               | Vendas      | Certificações (limiares de vendas)                    |
| ------------------------------------------------------------------------------------------- | --- | ----------------- | ----------------- | ----------------- | ----------------- | ----------------- | ----------------- | ----------------- | ----------------- | ----------------- | ----------------- | ----------- | ----------------------------------------------------- |
| I Created Disco                                                                             | - Lançamento: 15 de junho de 2007 - Gravadora: Fly Eye, Columbia - Formatos: CD, LP, download digital                   | 8                 | —                 | —                 | —                 | 95                | —                 | 34                | —                 | —                 | —                 | - : 223.845 | - : Ouro                                              |
| Ready for the Weekend                                                                       | - Lançamento: 17 de agosto de 2009 - Gravadora: Fly Eye, Columbia - Formatos: CD, LP, download digital                  | 1                 | 39                | 74                | —                 | 139               | —                 | 6                 | —                 | —                 | —                 | - : 274.786 | - : Ouro                                              |
| 18 Months                                                                                   | - Lançamento: 29 de outubro de 2012 - Gravadora: Deconstruction, Fly Eye, Columbia - Formatos: CD, LP, download digital | 1                 | 5                 | 44                | 8                 | 110               | 63                | 2                 | 48                | 4                 | 19                | - : 815.636 | - : 3× Platina - : Platina - : Ouro - : Ouro - : Ouro |
| Motion                                                                                      | - Lançamento: 4 de novembro de 2014 - Gravadora: Deconstruction, Fly Eye, Columbia - Formatos: CD, LP, download digital | 2                 | 3                 | 25                | 2                 | 20                | 20                | 5                 | 25                | 4                 | 5                 | - : 268.945 | - : Platina - : Ouro                                  |
| Funk Wav Bounces Vol. 1                                                                     | - Lançamento: 30 de junho de 2017 - Gravadora: Deconstruction, Fly Eye, Columbia - Formatos: CD, LP, download digital   | 2                 | 5                 | 25                | 1                 | 20                | 29                | 2                 | 5                 | 3                 | 2                 | - : 23 000  | - : Prata                                             |
| "—" denota itens que não entraram nas tabelas musicais ou não foram lançados no território. | |                   |                   |                   |                   |                   |                   |                   |                   |                   |                   |             |                                                       |

### Extended plays
- Napster Live Session (2007)
- iTunes Live: Berlin Festival (2008)
- iTunes Live: London Festival '09 (2009)

### Álbuns de remisturas
- L.E.D. Festival Presents Calvin Harris (2010)

## Singles

### Como artista principal
| Canção                                                                                      | Ano  | Melhores posições | Melhores posições | Melhores posições | Melhores posições | Melhores posições | Melhores posições | Melhores posições | Melhores posições | Melhores posições | Melhores posições | Melhores posições | Certificações (limiares de vendas)                                                              | Álbum                 |
| Canção                                                                                      | Ano  | UK                | AUS               | BÉL (FL)          | CAN               | DIN               | FRA               | ALE               | IRL               | PB                | NZL               | EUA               | Certificações (limiares de vendas)                                                              | Álbum                 |
| ------------------------------------------------------------------------------------------- | ---- | ----------------- | ----------------- | ----------------- | ----------------- | ----------------- | ----------------- | ----------------- | ----------------- | ----------------- | ----------------- | ----------------- | ----------------------------------------------------------------------------------------------- | --------------------- |
| "Acceptable in the 80s"                                                                     | 2007 | 10                | 97                | —                 | —                 | 14                | —                 | 30                | 30                | —                 | —                 | —                 | - : Prata                                                                                       | I Created Disco       |
| "The Girls"                                                                                 | 2007 | 3                 | 33                | —                 | —                 | —                 | —                 | —                 | 23                | —                 | —                 | —                 |                                                                                                 | I Created Disco       |
| "Merrymaking at My Place"                                                                   | 2007 | 43                | —                 | —                 | —                 | —                 | —                 | —                 | —                 | —                 | —                 | —                 |                                                                                                 | I Created Disco       |
| "I'm Not Alone"                                                                             | 2009 | 1                 | 48                | 13                | —                 | 6                 | —                 | —                 | 4                 | —                 | 40                | —                 | - : Ouro - : Platina - : Ouro                                                                   | Ready for the Weekend |
| "Ready for the Weekend"                                                                     | 2009 | 3                 | —                 | —                 | —                 | —                 | —                 | —                 | 9                 | —                 | —                 | —                 | - : Prata                                                                                       | Ready for the Weekend |
| "Flashback"                                                                                 | 2009 | 18                | 38                | —                 | —                 | —                 | —                 | —                 | 23                | —                 | —                 | —                 |                                                                                                 | Ready for the Weekend |
| "You Used to Hold Me"                                                                       | 2010 | 27                | 57                | —                 | —                 | —                 | —                 | —                 | 30                | —                 | —                 | —                 | - : Platina                                                                                     | Ready for the Weekend |
| "Bounce" (com a participação de Kelis)                                                      | 2011 | 2                 | 7                 | 7                 | —                 | 4                 | —                 | —                 | 6                 | 28                | 6                 | —                 | - : Ouro - : 3× Platina - : Ouro - : Ouro                                                       | 18 Months             |
| "Feel So Close"                                                                             | 2011 | 2                 | 7                 | 25                | 9                 | —                 | 11                | —                 | 2                 | 15                | 5                 | 12                | - : Ouro - : 4× Platina - : 3× Platina - : Platina - : Platina                                  | 18 Months             |
| "Let's Go" (com a participação de Ne-Yo)                                                    | 2012 | 2                 | 17                | 31                | 19                | 29                | 117               | 59                | 6                 | 27                | 14                | 17                | - : Prata - : Platina - : Platina                                                               | 18 Months             |
| "We'll Be Coming Back" (com a participação de Example)                                      | 2012 | 2                 | 8                 | —                 | —                 | 5                 | —                 | —                 | 1                 | 30                | 16                | —                 | - : Prata - : 2× Platina - : Ouro                                                               | 18 Months             |
| "Sweet Nothing" (com a participação de Florence Welch)                                      | 2012 | 1                 | 2                 | 9                 | 15                | 8                 | 17                | 19                | 1                 | 122               | 2                 | 10                | - : Ouro - : 3× Platina - : Ouro - : Ouro - : 2× Platina - : 3× Platina - : Platina             | 18 Months             |
| "Drinking from the Bottle" (com participação de Tinie Tempah)                               | 2013 | 5                 | 16                | 34                | —                 | —                 | 62                | —                 | 9                 | —                 | 34                | —                 | - : Ouro - : 2× Platina                                                                         | 18 Months             |
| "I Need Your Love" (com a participação de Ellie Goulding)                                   | 2013 | 4                 | 3                 | 8                 | 13                | 17                | 10                | 13                | 6                 | 29                | 15                | 16                | - : Ouro - : 3× Platina - : Ouro - : Platina - : Platina - : Ouro                               | 18 Months             |
| "Thinking About You" (com a participação de Ayah Marar)                                     | 2013 | 8                 | 28                | 20                | 58                | —                 | 92                | 56                | 11                | 21                | 40                | 86                | - : Prata - : Ouro                                                                              | 18 Months             |
| "Under Control" (com Alesso e a part. de Hurts)                                             | 2013 | 1                 | 17                | 42                | 82                | 28                | 55                | 24                | 5                 | —                 | 31                | —                 | - : Prata - : Ouro                                                                              | Motion                |
| "Summer"                                                                                    | 2014 | 1                 | 4                 | 5                 | 3                 | 20                | 15                | 3                 | 1                 | 1                 | 19                | 7                 | - : Ouro - : 2× Platina - : Ouro - : Platina - : 2× Platina - : Platina - : Ouro - : 3× Platina | Motion                |
| "Blame" (com a participação de John Newman)                                                 | 2014 | 1                 | 9                 | 8                 | 23                | 12                | 17                | 4                 | 5                 | 2                 | 9                 | 31                | - : Platina - : Ouro                                                                            | Motion                |
| "Outside" (com participação de Ellie Goulding)                                              | 2014 | 1                 | 6                 | 7                 | 8                 | 10                | 19                | 1                 | 5                 | 7                 | 7                 | 29                | - : Platina - : 2× Platina - : Ouro - : Platina - : Platina                                     | Motion                |
| "Open Wide" (com a participação de Big Sean)                                                | 2015 | 1                 | 23                | 77                | —                 | —                 | 37                | 22                | 63                | —                 | —                 | —                 |                                                                                                 | Motion                |
| "Pray to God" (com a participação de Haim)                                                  | 2015 | 1                 | 35                | 10                | —                 | 68                | 59                | 23                | 21                | 25                | 39                | —                 | - : Prata - : Platina                                                                           | Motion                |
| "How Deep Is Your Love" (com a participação de Disciples)                                   | 2015 | 1                 | 2                 | 1                 | 1                 | 16                | 2                 | 4                 | 3                 | 1                 | 2                 | 27                | - : Platina - : 2× Platina - : Platina - : Platina - : Platina - : 2× Platina                   | 96 Months             |
| "This Is What You Came For" (com a participação de Rihanna)                                 | 2016 | 1                 | 2                 | 1                 | 4                 | 1                 | 5                 | 5                 | 1                 | 3                 | 2                 | 3                 | - : Platina - : 4× Platina - : Platina - : 4× Platina - : Platina                               | 96 Months             |
| "Hype" (com Dizzee Rascal)                                                                  | 2016 | 1                 | 34                | —                 | —                 | —                 | —                 | —                 | 71                | —                 | —                 | —                 |                                                                                                 | Single sem álbum      |
| "My Way"                                                                                    | 2016 | 4                 | 9                 | 5                 | 14                | 20                | 4                 | 5                 | 4                 | 4                 | 10                | 24                |                                                                                                 | 96 Months             |
| "—" denota itens que não entraram nas tabelas musicais ou não foram lançados no território. |      |                   |                   |                   |                   |                   |                   |                   |                   |                   |                   |                   |                                                                                                 |                       |

### Como artista convidado
| Canção                                                                                      | Ano  | Melhores posições | Melhores posições | Melhores posições | Melhores posições | Melhores posições | Melhores posições | Melhores posições | Melhores posições | Melhores posições | Melhores posições | Certificações                                                  | Álbum           |
| Canção                                                                                      | Ano  | UK                | AUS               | BEL (FL)          | CAN               | DIN               | ALE               | IRL               | HOL               | NZ                | EUA               | Certificações                                                  | Álbum           |
| ------------------------------------------------------------------------------------------- | ---- | ----------------- | ----------------- | ----------------- | ----------------- | ----------------- | ----------------- | ----------------- | ----------------- | ----------------- | ----------------- | -------------------------------------------------------------- | --------------- |
| "Dance wiv Me" (Dizzee Rascal com participação de Calvin Harris & Chrome)                   | 2008 | 1                 | 13                | 40                | —                 | —                 | 48                | 5                 | —                 | —                 | —                 | - : Ouro - : Platina                                           | Tongue n' Cheek |
| "We Found Love" (Rihanna com a participação de Calvin Harris)                               | 2011 | 1                 | 2                 | 3                 | 1                 | 1                 | 1                 | 1                 | 3                 | 1                 | 1                 | - : 2× Platina - : Ouro - : 4× Platina - : 4× Platina - : Ouro | Talk That Talk  |
| "Off the Record" (Tinchy Stryder com a participação de Calvin Harris & Burns)               | 2011 | 24                | —                 | —                 | —                 | —                 | —                 | —                 | —                 | —                 | —                 |                                                                | —               |
| "—" denota itens que não entraram nas tabelas musicais ou não foram lançados no território. |      |                   |                   |                   |                   |                   |                   |                   |                   |                   |                   |                                                                |                 |

### Promocionais
| Ano                                                                                         | Canção                                        | Melhores posições | Álbum                 |
| Ano                                                                                         | Canção                                        | UK                | Álbum                 |
| ------------------------------------------------------------------------------------------- | --------------------------------------------- | ----------------- | --------------------- |
| 2002                                                                                        | "Da Bongos" / "Brighter Days" (como Stouffer) | —                 | Single sem álbum      |
| 2004                                                                                        | "Let Me Know" (com participação de Ayah)      | —                 | Single sem álbum      |
| 2007                                                                                        | "Vegas"                                       | —                 | I Created Disco       |
| 2007                                                                                        | "Rock Band"                                   | —                 | Single sem álbum      |
| 2007                                                                                        | "Colours"                                     | —                 | I Created Disco       |
| 2009                                                                                        | "Yeah Yeah Yeah, La La La"                    | 178               | Ready for the Weekend |
| 2011                                                                                        | "Awooga"                                      | —                 | 18 Months             |
| "—" denota itens que não entraram nas tabelas musicais ou não foram lançados no território. |                                               |                   |                       |

## Vídeos musicais
| Title                                                               | Year | Director(s)                    | Ref.   |
| ------------------------------------------------------------------- | ---- | ------------------------------ | ------ |
| "Acceptable in the 80s"                                             | 2007 | Woof Wan-Bau                   | [ 51 ] |
| "The Girls"                                                         | 2007 | Kim Gehrig                     | [ 52 ] |
| "Merrymaking at My Place"                                           | 2007 | Kinga Burza                    | [ 53 ] |
| "Dance wiv Me" (Dizzee Rascal featuring Calvin Harris and Chrome)   | 2008 | Mark Anthony Galluzzo          | [ 54 ] |
| "I'm Not Alone"                                                     | 2009 | Christian Holm-Glad            | [ 55 ] |
| "Ready for the Weekend"                                             | 2009 | Ben Ib                         | [ 56 ] |
| "Flashback"                                                         | 2009 | Vincent Haycock                | [ 57 ] |
| "You Used to Hold Me"                                               | 2010 | Dan & Julian                   | [ 58 ] |
| "Awooga"                                                            | 2011 | Unknown                        | [ 59 ] |
| "Bounce" (featuring Kelis)                                          | 2011 | Vincent Haycock and AG Rojas   | [ 60 ] |
| "Feel So Close"                                                     | 2011 | Vincent Haycock                | [ 61 ] |
| "Off the Record" (Tinchy Stryder featuring Calvin Harris and Burns) | 2011 | Luke Monaghan and James Barber | [ 62 ] |
| "We Found Love" (Rihanna featuring Calvin Harris)                   | 2011 | Melina Matsoukas               | [ 63 ] |
| "Let's Go" (featuring Ne-Yo)                                        | 2012 | Vincent Haycock                | [ 64 ] |
| "We'll Be Coming Back" (featuring Example)                          | 2012 | Saman Keshavarz                | [ 65 ] |
| "Sweet Nothing" (featuring Florence Welch)                          | 2012 | Vincent Haycock                | [ 66 ] |
| "Drinking from the Bottle" (featuring Tinie Tempah)                 | 2012 | Vincent Haycock and AG Rojas   | [ 67 ] |
| "I Need Your Love" (featuring Ellie Goulding)                       | 2013 | Emil Nava                      | [ 68 ] |
| "Thinking About You" (featuring Ayah Marar)                         | 2013 | Vincent Haycock                | [ 69 ] |
| "Under Control" (with Alesso featuring Hurts)                       | 2013 | Emil Nava                      | [ 70 ] |
| "Summer"                                                            | 2014 | Emil Nava                      | [ 71 ] |
| "Blame" (featuring John Newman)                                     | 2014 | Emil Nava                      | [ 72 ] |
| "Slow Acid"                                                         | 2014 | Emil Nava                      | [ 73 ] |
| "Open Wide" (featuring Big Sean)                                    | 2014 | Emil Nava                      | [ 74 ] |
| "Burnin'" (with R3hab)                                              | 2014 | Unknown                        | [ 75 ] |
| "Outside" (featuring Ellie Goulding)                                | 2014 | Emil Nava                      | [ 76 ] |
| "Pray to God" (featuring Haim)                                      | 2015 | Emil Nava                      | [ 77 ] |
| "How Deep Is Your Love" (with Disciples)                            | 2015 | Emil Nava                      | [ 78 ] |
| "This Is What You Came For" (featuring Rihanna)                     | 2016 | Emil Nava                      | [ 79 ] |
| "Hype" (with Dizzee Rascal)                                         | 2016 | Emil Nava                      | [ 80 ] |

## Outras aparições
- "I Wanna Have Your Babies" - Natasha Bedingfield - releitura musical durante o BBC Radio 1 Live Lounge em 2007.
- "Stillness in Time" - Jamiroquai - releitura musical', do Radio 1 Established 1967.
- "Fire" - Kasabian - releitura musical durante o BBC Radio 1 Live Lounge em 2009.
- "Century" - Tiësto com a participação de Calvin Harris, do álbum Kaleidoscope.